# کیریستیان میجارس
کریستیان ریکاردو لوچو میجارس (زادهٔ ۲ اکتبر ۱۹۸۱) یک بوکسور حرفه‌ای بازنشسته اهل مکزیک است. او دو بار قهرمان فوق سبک‌وزن شده و عناوین قهرمانی شورای جهانی بوکس و اتحادیه جهانی بوکس را از سال ۲۰۰۶ تا ۲۰۰۸ و عنوان قهرمانی فدراسیون بین‌المللی بوکس را از ۲۰۱۰ تا ۲۰۱۱ در اختیار داشته است.

## دوران کودکی
میجارس از یک خانواده بزرگ بوکسور می‌آید. برادر کوچکترش، ریکاردو میجارس، در وزن بنتام‌وید یک امید آینده‌دار است و عمویش، وینسنت میجارس، قبلاً یکی از مدعیان قهرمانی جهانی بوده است.

## حرفه‌ای
در ۳ ژوئن ۲۰۰۶، میجارس با پیروزی در شش راند بر ادالبرتو داویلا، قهرمان فوق سبک‌وزن مکزیک شد.

### قهرمانی شورای جهانی بوکس فوق سبک‌وزن
در ۱۸ سپتامبر ۲۰۰۶، میجارس با تصمیم داوران، کاتسوشیگه کاواشیما را برای کسب عنوان موقت قهرمانی شورای جهانی بوکس شکست داد. امتیازات داوران به ترتیب ۱۱۴–۱۱۳، ۱۱۳–۱۱۴ و ۱۱۴–۱۱۳ بود. پس از آن که قهرمان وقت، ماساموری توکیوما، در ۶ دسامبر ۲۰۰۶ به دلیل احتمال بازنشستگی، عنوان قهرمانی خود را خالی کرد، میجارس به قهرمان کامل ارتقاء یافت. در سال ۲۰۰۷، او در یک مسابقه کاتسوشیگه کاواشیما را در راند دهم ناک‌اوت کرد.
در ۱۴ آوریل ۲۰۰۷، میجارس با پیروزی بر خورخه آرسه، قهرمان دو دوره وزن بنتام‌وید، از عنوان قهرمانی خود دفاع کرد. این مسابقه برای آرسه به شدت خونین بود و اولین شکست او از سال ۱۹۹۹ را رقم زد. میجارس با فاصله‌ای زیاد با رأی داوران پیروز شد؛ داوران امتیازات را به ترتیب ۱۱۹–۱۰۹، ۱۱۸–۱۱۰ و ۱۱۷–۱۱۱ به نفع او اعلام کردند.
تنها سه ماه بعد، میجارس با پیروزی بر تپه‌ای کیکویی در مکزیک او را در راند دهم شکست داد. او همچنین به سرعت با پیروزی بر فرانک گورژوکس که یک بوکسور ناشناخته بود، آن هم در تنها یک راند به کار خود در آن فصل از مسابقات پایان داد.
در فوریه ۲۰۰۸، میجارس به ایالات متحده رفت و در رویدادی از برنامه‌های «پرداخت به ازای تماشا» در برابر خوزه ناوارو، قهرمان المپیک در وزن بنتام‌وید قرار گرفت. در دورهای ابتدایی، میجارس برتر بود، اما در اواسط مسابقه به صورت برابر پیش رفت و میجارس در دورهای پایانی بار دیگر قوی‌تر عمل کرد. میجارس با پیروزی از طریق تصمیم داوران، عنوان قهرمانی خود را حفظ کرد.

### قهرمانی اتحادیه جهانی بوکس فوق سبک‌وزن
در ۱۷ مه ۲۰۰۸، میجارس با پیروزی بر الکساندر مونیوز، قهرمان اتحادیه جهانی بوکس، توانست همزمان عنوان قهرمانی شورای جهانی بوکس و قهرمانی اتحادیه جهانی بوکس را در اختیار داشته باشد. در اواسط مبارزه میجارس با استفاده از ضربات دقیق و دفاع مناسب خود، کنترل مسابقه را به دست گرفت و پیروزی را در دورهای پایانی با آسیب زدن به مونیوز، به دست آورد. این پیروزی باعث شد تا او قهرمان موقت اتحادیه جهانی بوکس شود و به فهرست ده نفر برتر وزن خود راه یابد.
میجارس در ۳۰ اوت به مکزیک بازگشت و از عنوان‌های خود در برابر چاتچای ساساکول، قهرمان سابق شورای جهانی بوکس در وزن بنتام‌وید، دفاع کرد. ساساکول عنوان خود را در سال ۱۹۹۸ به منی پاکیائو باخته بود و از آن زمان هیچ حریفی با سطح جهانی نداشت. میجارس با استفاده از ضربات مستقیم خود، به راحتی مبارزه را در کنترل خود گرفت و در راند سوم ساساکول را متوقف کرد.
بعدها میجارس توسط ویک دارچینیان در راند نهم ناک‌اوت شد و هر دو عنوان قهرمانی خود را در دسته فوق سبک‌وزن به بوکسور ارمنستانی باخت. پیش از این مبارزه، او سه بار ویک را شکست داده بود.
او وزن خود را افزایش داد و در ۱۴ مارس ۲۰۰۹، برای عنوان موقت در وزن بنتام‌وید با نهمار سرمنو مبارزه کرد و با تصمیم داوران شکست خورد. او دوباره در ۱۲ سپتامبر ۲۰۰۹ برای همان عنوان با سرمنو مبارزه کرد، اما با تصمیم داوران، بار دیگر شکست خورد. دو روز بعد، میجارس بازنشستگی خود از دنیای بوکس را اعلام کرد.

### قهرمانی فدراسیون بین‌المللی بوکس فوق سبک‌وزن
در ۱۱ دسامبر ۲۰۱۰، میجارس با پیروزی بر خوان آلبرتو روساس، قهرمان فدراسیون بین‌المللی بوکس در دسته فوق سبک وزن شد. در مه ۲۰۱۱، کریستیان اولین دفاع از عنوان قهرمانی خود را با پیروزی در برابر کارلوس روئدا انجام داد.

## بازنشستگی
در ۱۶ ژوئن ۲۰۱۸، میجارس در مبارزه خداحافظی خود در گومز پالاسیو، در برابر جمعیتی از طرفدارها، با ناک‌اوت در راند سوم به ویلفردو وازکز جونیور از پورتو ریکو باخت.